# Abgeordnetenkammer (Tunesien)

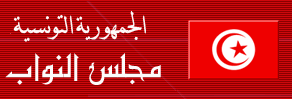
Logo der Abgeordnetenkammer

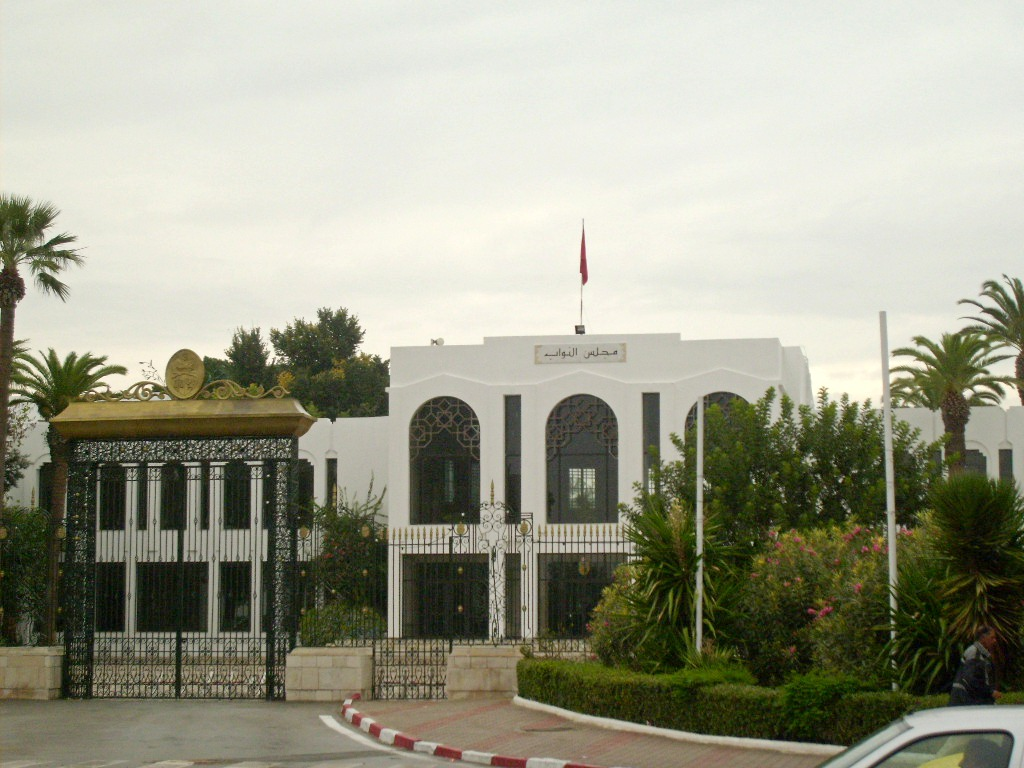
Der ehemalige Sitz der Abgeordnetenkammer im Bardo-Palast

Die Abgeordnetenkammer (arabisch مجلس النواب Madschlis an-Nuwwāb, DMG maǧlis an-nūwāb; französisch Chambre des députés) war von der Verfassungsreform von 2002 bis zur Aufhebung der Verfassung im Zuge der tunesischen Revolution 2011 das Unterhaus im Zweikammersystem von Tunesien. Zuvor hatte es nach der Verfassung von 1959 ein Einkammerparlament gegeben, das von ihrem Inkrafttreten bis 1981 Nationalversammlung hieß und anschließend ebenfalls Abgeordnetenkammer. Unter der nachrevolutionären Verfassung von 2014 gibt es wieder ein Einkammerparlament, das sich Volksrepräsentantenversammlung nennt.
Die Abgeordnetenkammer bestand zuletzt (von der Wahl 2009 bis zur Auflösung 2011) aus 214 Abgeordneten. Sie tagte in einem Teil des Bardo-Palastes im Tuniser Vorort Le Bardo.

## Geschichte
Von 1959 bis 2011 wurde die Nationalversammlung bzw. Abgeordnetenkammer von der jeweiligen Regierungspartei – bis 1964 der Neo-Destur-Partei, dann bis 1988 der Sozialistischen Destur-Partei (PSD) und zuletzt der Konstitutionellen Demokratische Sammlung (RCD) – dominiert. Bis 1983 war die PSD die einzige legale Partei, aber auch danach hatten die wenigen zur Wahl zugelassenen Oppositionsparteien aufgrund der auf die PSD bzw. RCD zugeschnittenen Wahlgesetze keine reelle Chance. Im März 2011 wurde die RCD im Zuge der „Jasminrevolution“ aufgelöst.
Am 23. Oktober 2011 fand mit der Wahl zur Verfassunggebenden Versammlung die erste freie Wahl in der Geschichte des Landes statt. Die Legislaturperiode der Verfassunggebende Versammlung sollte ein Jahr betragen, tatsächlich dauerte es aufgrund des schwierigen Verfassunggebungsprozesses mehr als drei Jahre bis zur ersten regulären Parlamentswahl unter der neuen Verfassung von 2014. Diese sieht wieder ein Einkammerparlament vor, das sich Volksrepräsentantenversammlung nennt.